# JR北海道735系電車
735系電車（735けいでんしゃ）は、北海道旅客鉄道（JR北海道）が2010年（平成22年）に導入した交流通勤形電車である。

## 概要
軽量化やメンテナンスコストの低減、廃車後のリサイクルの容易さなどをメリットに日本の鉄道事業者で採用事例が増加しつつあったアルミニウム合金製車両の、国内酷寒冷地での各種適性を確認するため、2010年（平成22年）に3両編成2本（6両）が製造された。
同社が1996年（平成8年）から導入しているオールステンレス製の通勤形731系電車の各部仕様を基本として設計された。将来的に予定される車両取替や電化区間拡大も考慮した広汎な運用体系の構築を企図し、従来系列の721系電車や731系との併結運用を可能として汎用性を確保しつつ、バリアフリー対応のための低床構造・氷雪対策の強化・全電気ブレーキなど、設計時点で標準化しつつある仕様を各部に採用している。
2010（平成22）年度・2011（平成23）年度の2期に渡って函館本線・千歳線など札幌都市圏を中心に、寒冷環境下での車両への諸影響を調査分析する各種走行試験を実施した。その後、2012年（平成24年）5月1日から営業運転を開始し、同年6月1日からは一部区間が電化された札沼線（学園都市線）へも乗り入れるようになった。
本形式の車体構造は2年間の試運転を経て問題がないことは確認されたものの、アルミニウム合金製車体の本格的な導入については、長期的に運用した上で検討する方向性となり、その後の増備は実績のあるステンレス車体を用いた733系（2012年〈平成24年〉導入）で行われている。なお、JR北海道の在来線営業用車両におけるアルミ合金製車体の本格採用は、室蘭本線向けのワンマン電車である737系（2023年〈令和5年〉導入）で行われることとなった。

## 仕様・構造

### 車体
アルミニウム合金押出型材を用いたダブルスキン構造の構体を用い、制御車クハ735形の前頭部のみ鋼製である。
客用扉は開口幅 1,150 mm のステンレス製片開き扉を側面3か所に設け、客室窓は扉間に2枚の大型窓を設ける。前頭部は乗務員保護対策として衝撃吸収構造を採用し、正面中央部が突出した形状をもつ。構体素材を除き、これらは731系と同一の基本構成であるが、本系列では車体傾斜装置の搭載を考慮していないことから車体断面形状が変更され、腰板上縁 - 客室窓下端部から幕板部にかけての「上窄まり台形」形状を廃して側面上部を垂直配置としている。
氷雪対策として、床下機器を防護する機器カバーを各車床下に設け、車端部直下には防雪カバーを設ける。電動車モハ735形では車内端部に「雪切室」を設け、機器類を冷却する外気を雪切室経由で導入し氷雪の侵入を防止する。
プラットホームとの段差を縮小するため、床面高さは731系の1,150 mmから100 mm低い1,050 mmまで下げられ、出入口はステップを廃した全面平床とされた。ただし、床面高さが高い731系や721系と併結して使用するため、733系の運転台通路部分にはスロープが設けられているのに対し735系には段差がある。
正面窓・側面窓は冬季の氷雪落下による破損対策として、ポリカーボネート (PC) 板を多用する。客室窓は8 mm厚のPC板（室外側）4 mm厚の強化ガラス板（室内側）を空気層を挟んで設置する複層構造で、客用扉窓は8 mm厚のPC単板、正面の助士席窓と貫通扉窓には表面に導電発熱体層を付加した発熱PC板を用いている。
前面上部の種別表示器・側面の行先表示器は731系の幕式からLED式に変更されている。

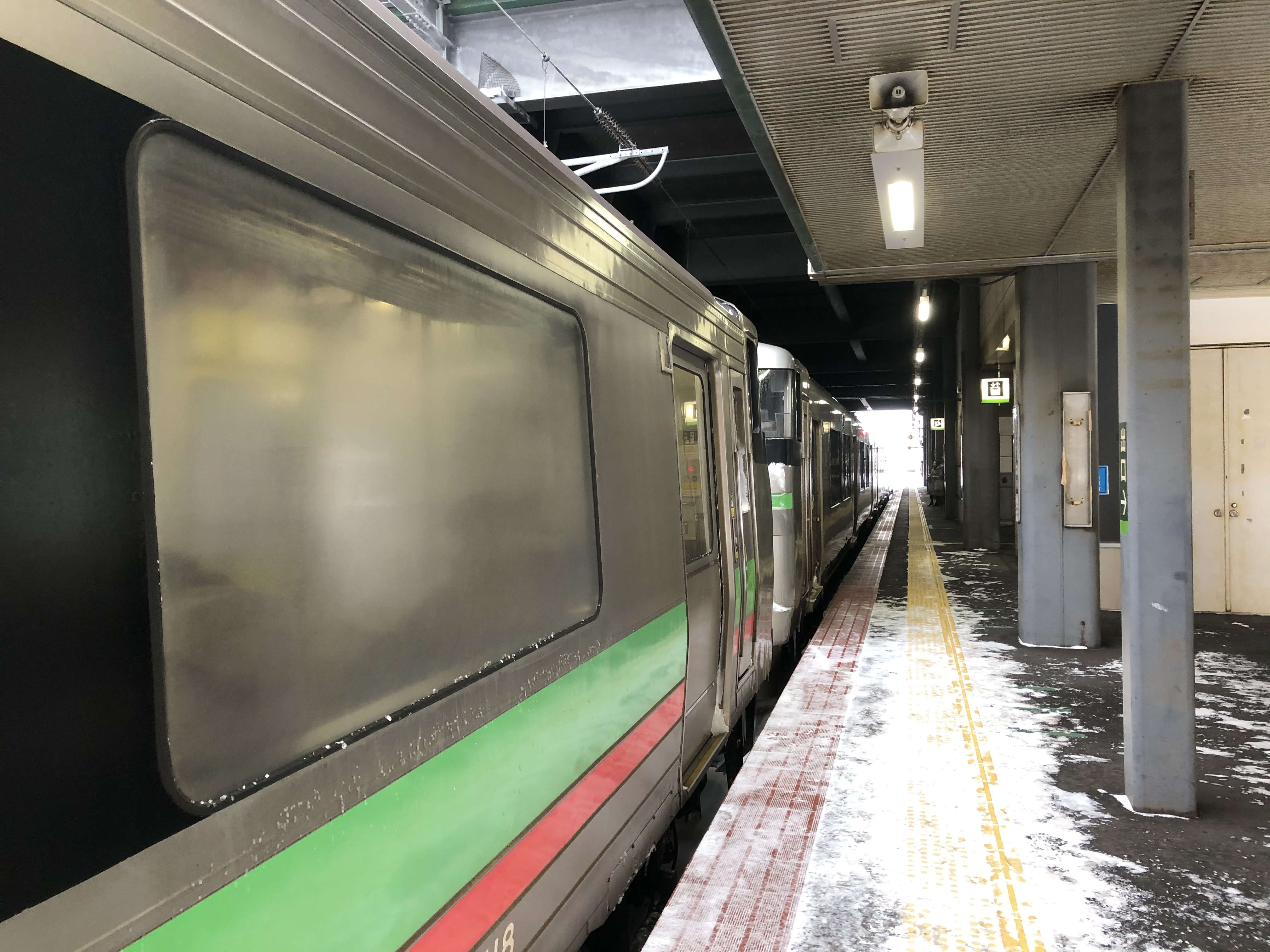
731系（手前）と併結した735系（奥）。車体の上半分が窄まっている731系に対し、735系の車体上半分は垂直になっている。（2020年2月10日 / 手稲駅）

車体の外部塗色は、正面中央左右に萌黄色の横帯を、正面窓周囲・側窓間の窓柱に黒色を配する。車体側面は帯などが無いシルバーメタリックの単色となっており、これが本形式を731系や733系と見分ける際の大きな特徴である（731系は萌黄色と赤、733系は萌黄色の帯が車体側面に配されている）。

### 室内設備

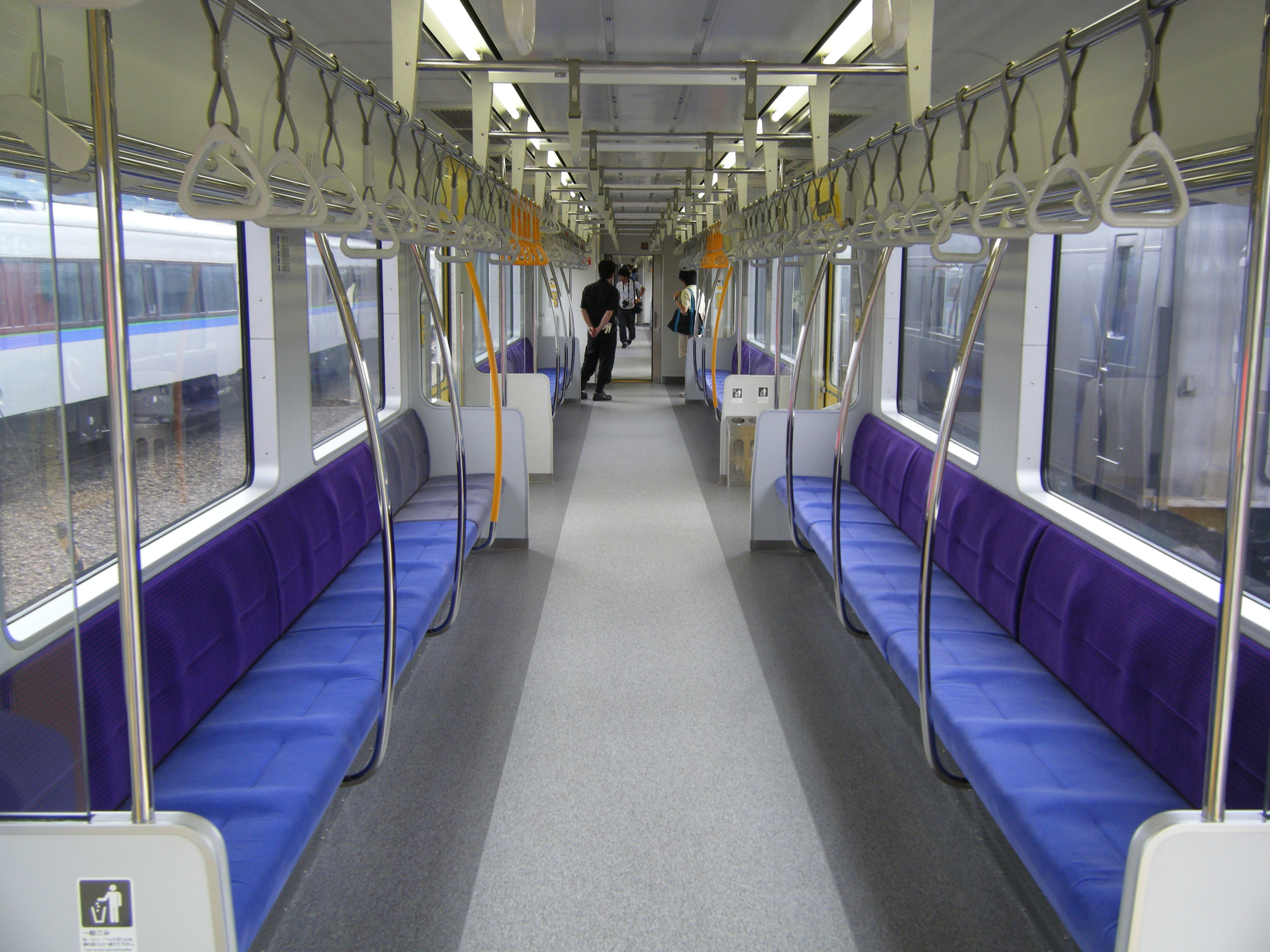
車両内部

座席配置は全車ともロングシートで、出入口と客室とを仕切る仕切扉は設けず、座席端部に大型の袖仕切を装備する。これは731系と同様の室内配置であるが、本系列では出入口隣接部の跳上げ式収納座席を廃止して固定座席を増設し、大型袖仕切の設置位置も変更している。室内寒冷対策として、大型袖仕切のほか、出入口の上と横から温風を送り込み冷気を遮断するエアカーテン、ボタン開閉式の半自動ドアを装備する。ボタンは731系とは異なり、のちの733系と同じ仕様になっている。

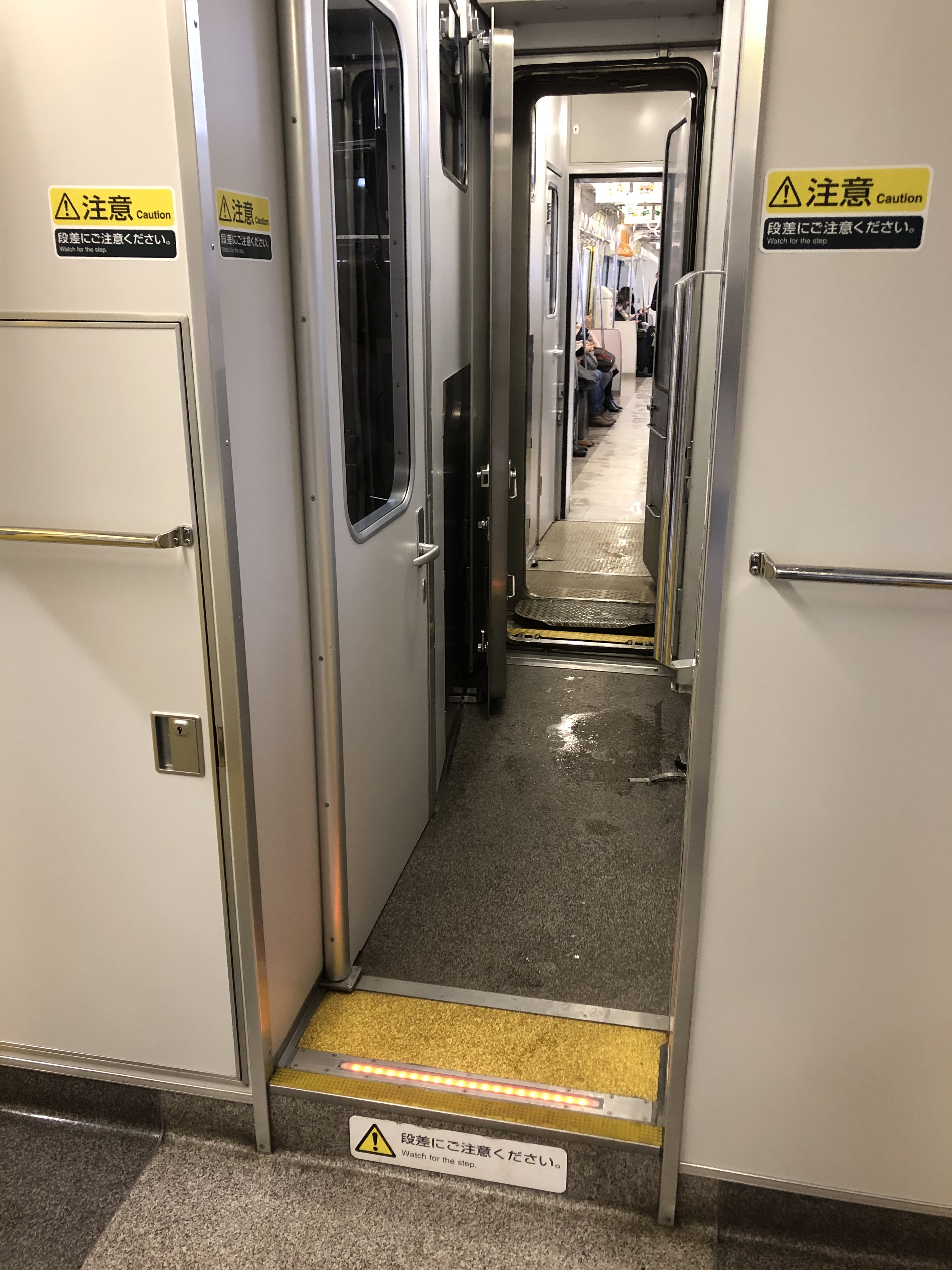
客室と運転室の間に設けられた段差。黄色の塗装とステッカーで注意喚起を行っている。

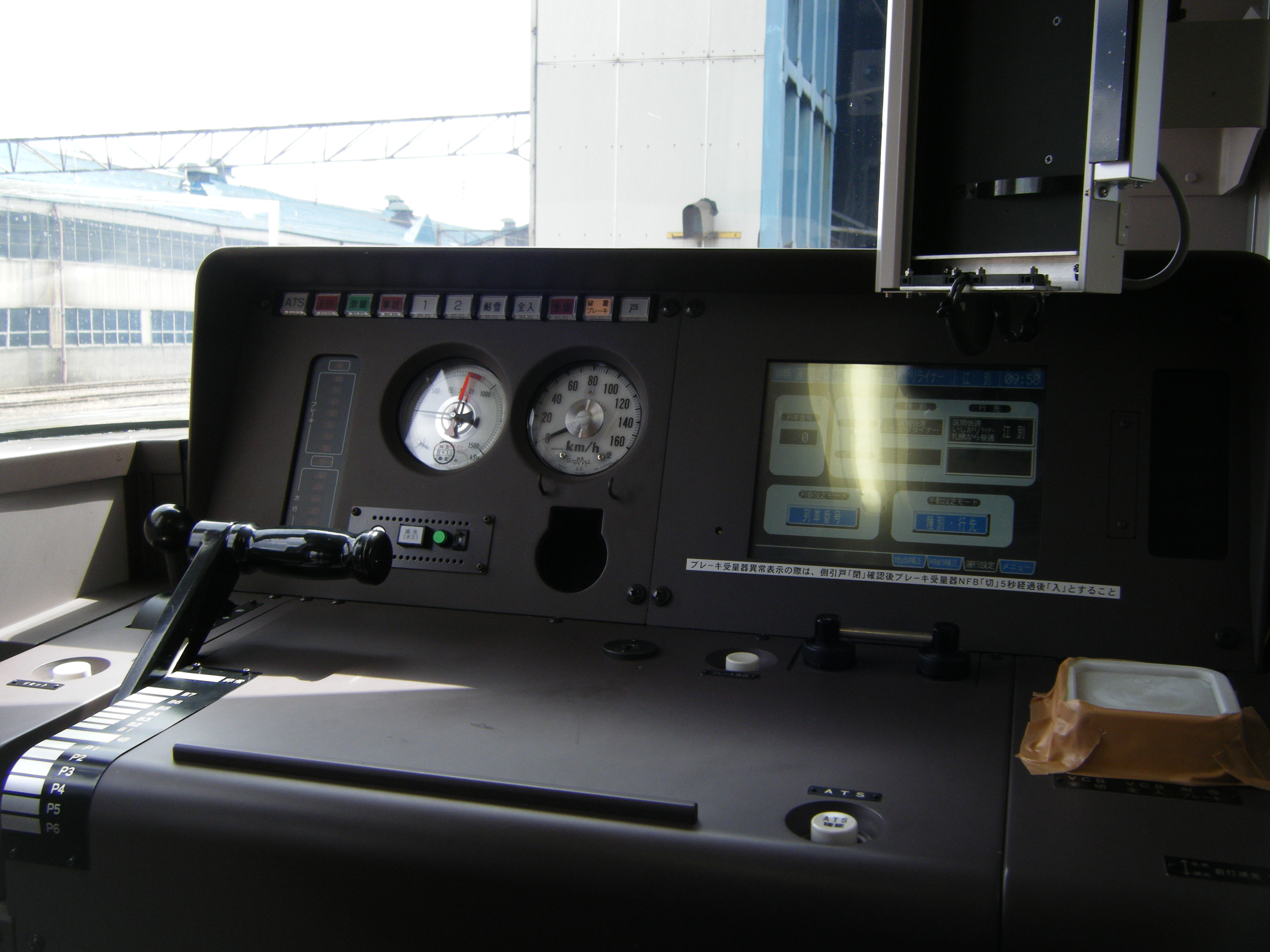
運転席

バリアフリー対応として、車椅子対応の大型トイレ・車椅子スペースを設置する。ステップをなくした出入口は扉内張と周辺部を黄色（警告色）として注意喚起を図り、付帯設備として731系と同様のドアチャイムと車内案内表示装置のほか、客用扉開閉に連動して点滅する開閉表示灯を出入口上部に新たに装備する。
空調装置は屋根上集中式のN-AU735形を各車1基搭載し、冷凍能力は34.88 kW（30,000 kcal/h）を有する。

### 制御装置
主変換装置はスイッチング素子に IGBT を用い、3レベル変調単相電圧形 PWM コンバータと2レベル変調三相電圧形 PWM インバータとの構成で VVVFインバータ制御を行う N-CI735 形である。1群の主変換装置で2基の主電動機（＝1台車分）を制御する 1C2M 方式で、台車単位で個別に制御が可能な独立2群構成である。スナバ回路の廃止・フィルタコンデンサの乾式化など、小型化・軽量化が図られた。
主変圧器は自然通気で冷却する走行風自冷式の N-TM735-AN 形で、冷却用の送風機を省略して静粛性と保守性とを向上している。
これら主回路を構成する装置群は電動車モハ735形に集中装備され、各機器は低床化に伴う床下艤装空間の狭小化に対応し、筐体高さを縮小するなど小型化がなされている。
ブレーキ装置の制御方式は一般的な電気指令式で、遅れ込め制御機能をもつ。主回路に付加される回生ブレーキは列車停止までの全速度域で有効な全電気ブレーキを搭載する。
補助電源装置は主変圧器三次巻線が165 kVA、富士電機システムズ製のN-APS735形静止形インバータ（SIV）による安定した単相交流100V,50Hzが4.25 kVA×2、安定した直流100Vが10.5 kWである。

### 台車・駆動装置
台車は低床車体に対応した新形式の軽量ボルスタレス台車 N-DT735 形・ N-TR735 形で、軸ダンパを併設した軸梁式の軸箱支持機構、ヨーダンパの設置、特殊鋳鉄制輪子（JR北海道苗穂工場製）を実装した踏面両抱き式の基礎ブレーキ装置など、731系以降のJR北海道旅客車両が広汎に装備する台車形式群と同一の基本構造を有する。本系列の台車は車体を低い位置で支持するため、台車側梁中央部の高さを下げて枕ばね（空気ばね）の実装空間を確保し、810 mm 径の小径車輪も併用して低床化を図っている。
電動車のモハ735形が装備する動力台車 N-DT735 形は、主電動機 N-MT735 形 (230 kW) を1台車に2基搭載する。731系以降のJR北海道の電車に汎用的に用いられる かご形三相誘導電動機 N-MT731 形 (230 kW) と基本仕様を同じくするもので、床下空間の狭小化に対応し配線取出位置を変更している。主電動機から輪軸への動力伝達は、保守性と静粛性を利点とするTD平行カルダン駆動方式を採用する。

### その他仕様
721系電車・731系電車・733系電車と併結運転が可能な仕様で、2編成併結の最大6両まで組成可能である。キハ201系気動車との協調運転には対応せず、同系列との併結はできない。

## 形式別詳説

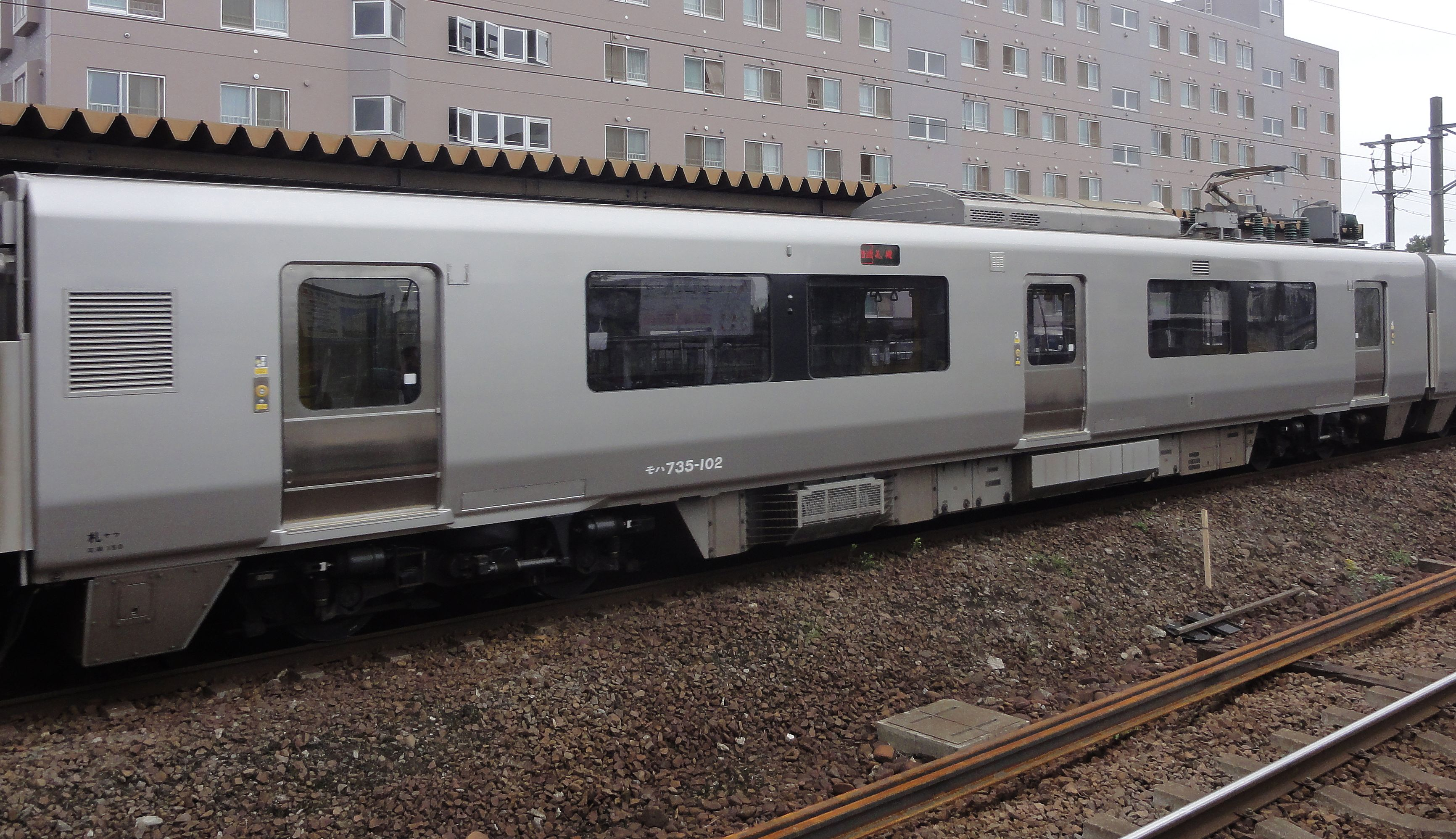
モハ735形
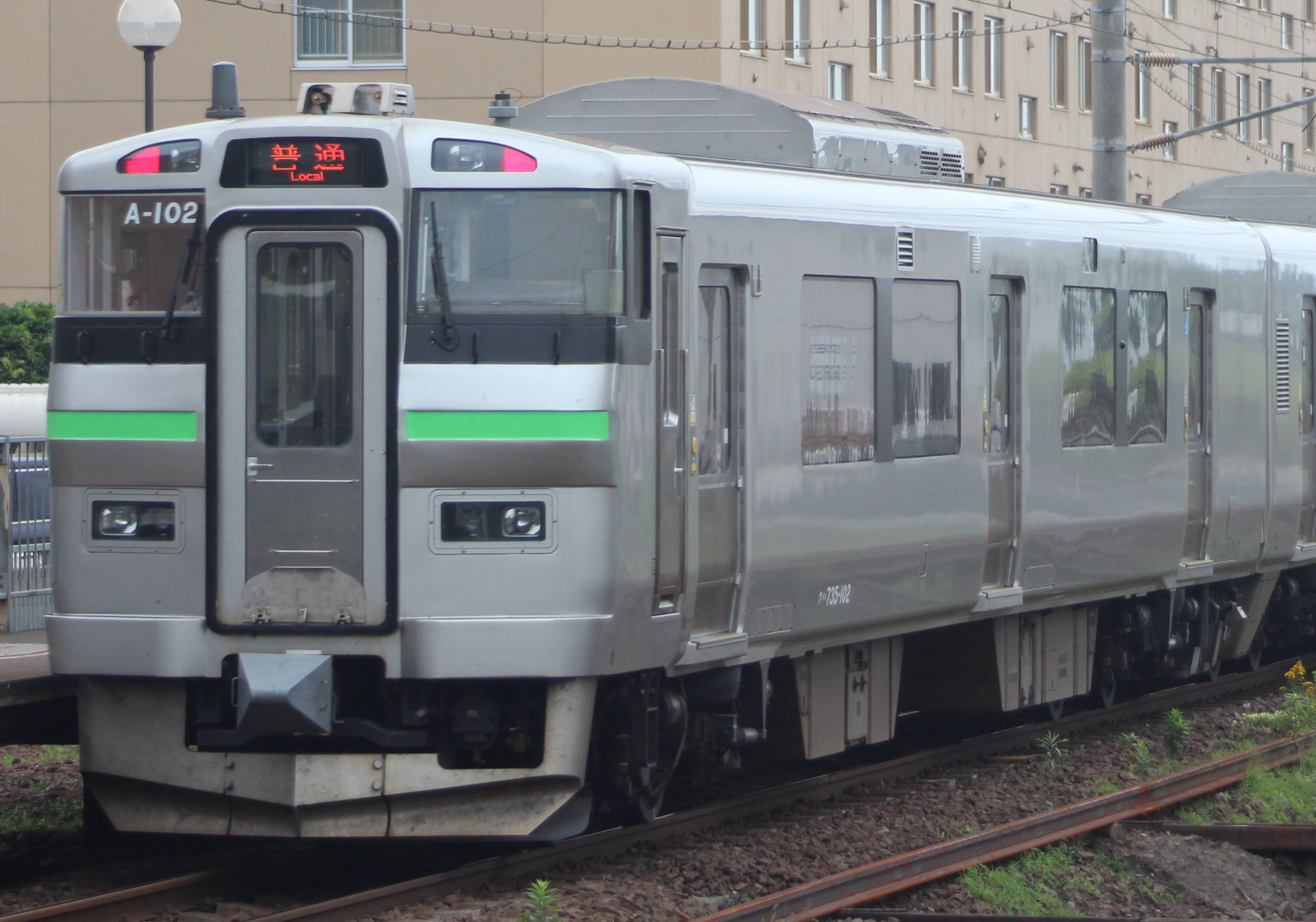
クハ735形100番台
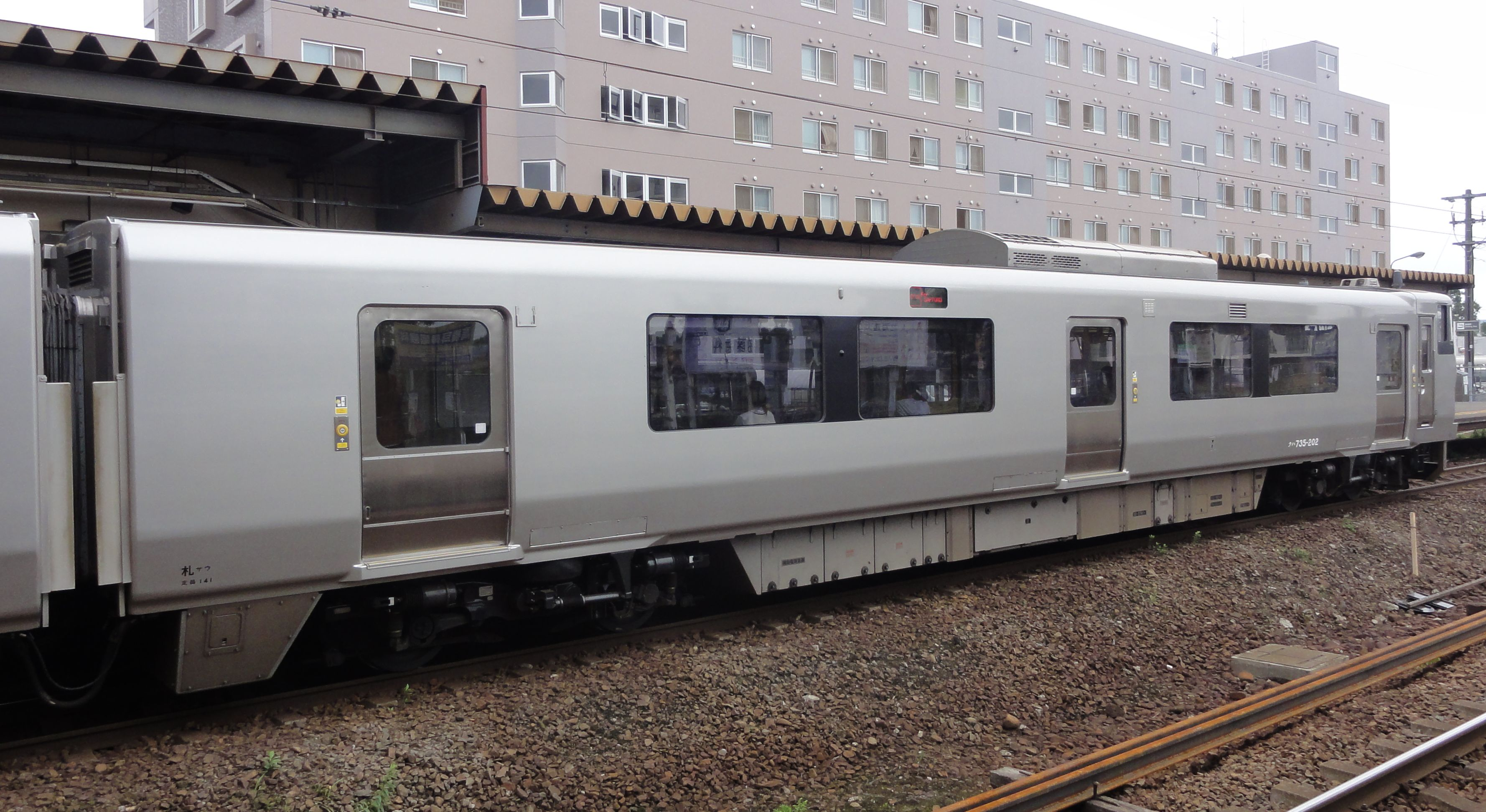
クハ735形200番台

モハ735形 (M)
編成の中間に組成される電動車で、主変換装置・主変圧器などの主回路を構成する機器はすべて本形式に搭載する。車体側面向かって左側に「雪切室」に通じる外気導入口を設ける。集電装置はシングルアーム式パンタグラフの N-PS785 形で、関節部を車体中央側に向け小樽方の屋根上に搭載する。
定員は150名（うち座席52名）である。車両番号は編成番号に合わせて付番されるため、100番台のみが存在する。
クハ735形
編成の両端に組成される制御車で、編成中の組成方向・諸設備が異なる2種の区分があり、車両番号帯を分けて区分する。
100番台 (Tc1)
室内後位に車椅子スペースとバリアフリー対応トイレを設置する。このため後位の客用扉は他車より車体中央側に 825 mm 寄った位置にある。
定員は137名（うち座席46名）である。奇数向き（旭川方）に組成される。
200番台 (Tc2)
室内後位に機器室を設置し、床下に補助電源装置・空気圧縮機を装備する。
定員は141名（うち座席46名）である。偶数向き（小樽方）に組成される。
- モハ735形
- クハ735形100番台
- クハ735形200番台

## 運用

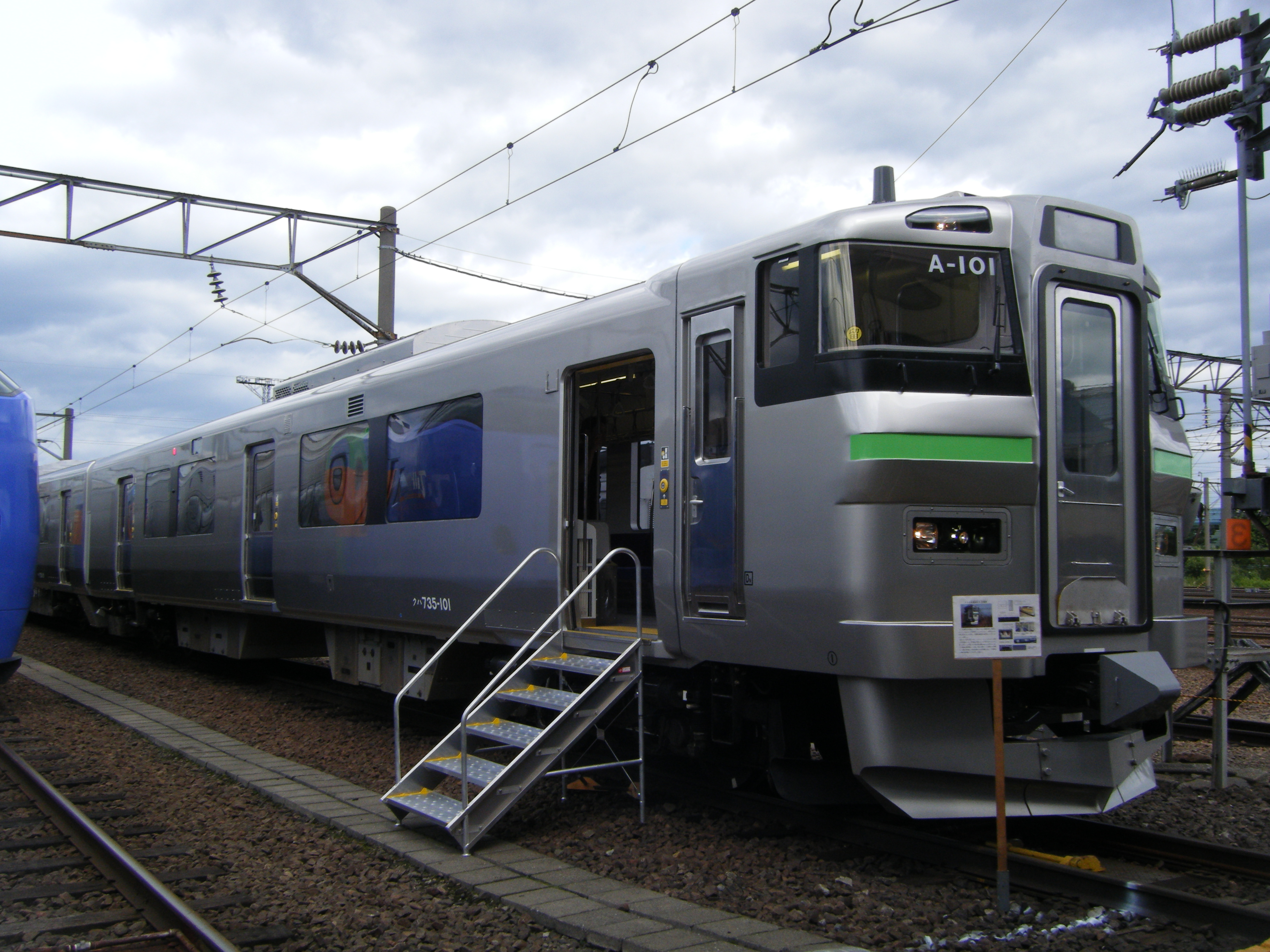
札幌運転所にて公開中の735系電車
（2010年8月6日 / 札幌運転所）

2010年3月に3両編成2本（編成番号：A-101, A-102）が札幌運転所に配置され、札幌都市圏およびその周辺地区を中心とした以下の区間で運用されている。
- 普通列車
  - 函館本線：小樽駅 - 札幌駅 - 滝川駅
  - 千歳線・室蘭本線：札幌駅 - 新千歳空港駅・苫小牧駅
  - 札沼線（学園都市線）：札幌駅 - 北海道医療大学駅

かつては区間快速「いしかりライナー」（小樽駅 - 岩見沢駅）としての運用もあったが、2020年（令和2年）3月14日ダイヤ改正で廃止された。

運用は基本的に、721系（3両編成）・731系・733系（基本番台）と共通で、それぞれと併結した6両編成で運用されることもある。なお、新千歳空港駅には早朝の普通列車のみ乗り入れる。

## 編成表
|                       | ← 滝川・苫小牧・新千歳空港 小樽・北海道医療大学 → |                      |                        |
| 形式                  | クハ735形 -100 （Tc1）                            | モハ735形 -100 （M） | クハ735形 -200 （Tc2） |
| 搭載機器              |                                                   | PT,MTr,CI            | SIV,CP,Bt              |
| 自重                  | 31.8 t                                            | 40.1 t               | 33.3 t                 |
| 車内設備              | WC,車椅子                                         |                      |                        |
| 定員 （）内は座席定員 | 137 (46)                                          | 150 (52)             | 141 (46)               |

### 凡例
- Tc：制御車
- M：電動車
- MTr：主変圧器
- CI：主変換装置
- SIV：補助電源装置（静止形インバータ）
- CP：電動空気圧縮機
- PT：集電装置
- Bt：蓄電池
- WC：トイレ（車椅子対応洋式）
- 車椅子：車椅子スペース

## 車歴表
- 製造…日立：日立製作所笠戸事業所
- 配置…札幌：札幌運転所